# Arsenohauchecornite
L'arsenohauchecornite (simbolo IMA: Ahau) è un raro minerale del gruppo della hauchecornite appartenente alla famiglia minerale dei "solfuri e solfosali" con composizione chimica Ni18Bi3AsS16.

## Etimologia e storia
L'arsenohauchecornite deve il suo nome alla propria correlazione con l'hauchecornite, di cui rappresenta la variante a dominanza di arsenico.

## Classificazione
La classica nona edizione della sistematica dei minerali di Strunz, aggiornata dall'Associazione Mineralogica Internazionale (IMA) fino al 2009, elenca l'arsenohauchecornite nella classe "2. Solfuri e solfosali" e da lì nella sottoclasse "2.B Solfuri metallici, M: S > 1: 1 (principalmente 2: 1)"; questa viene ulteriormente suddivisa in base alla composizione del minerale, in modo tale che l'arsenohauchecornite possa essere trovata nella sezione "2.BB Con Ni" dove, insieme a bismutohauchecornite, hauchecornite, tellurohauchecornite e tučekite forma il sistema nº 2.BB.10.
Tale classificazione viene mantenuta anche nell'edizione successiva, proseguita dal database "mindat.org" e chiamata Classificazione Strunz-mindat.
Nella Sistematica dei lapis (Lapis-Systematik) di Stefan Weiß l'arsenohauchecornite si trova nella classe dei "solfuri e solfosali (solfuri, seleniuri, tellururi, arsenuri, antimoniuri, bismutidi)" e nella sottoclasse dei "solfuri, seleniuri e tellururi con rapporto metallo: S,Se,Te > 1:1"; qui è nella sezione dei "solfuri con prevalenza di nichel, cobalto, rodio e palladio; Gruppo dell'hauchecornite" dove forma il sistema nº II/B.15 insieme a bismutohauchecornite, hauchecornite, tellurohauchecornite e tučekite.
Anche nella classificazione dei minerali secondo Dana, usata principalmente nel mondo anglosassone, l'arsenohauchecornite si trova nella famiglia dei "solfuri e solfosali"; qui è nella classe dei "solfosali" e nella sottoclasse dei "solfosali con rapporto z/y = 4 e composizione (A+)i(A2+)j[ByCz], A = metalli, B = semimetalli, C = non metalli" dove forma il "gruppo dell'hauchecornite, solfuri di nichel complessi (tetragonali: P4/nnn o I4/mmm)" insieme a hauchecornite, bismutohauchecornite, tellurohauchecornite e tučekite.

## Abito cristallino
L'arsenohauchecornite cristallizza nel sistema tetragonale; il gruppo spaziale è ancora incerto tra I4/mmm (gruppo nº 139), I422 (gruppo nº 97), I4m2 (gruppo nº 119), I42m (gruppo nº 121) oppure I4mm (gruppo nº 107). I parametri reticolari sono a = 10,2711(2) Å e c = 10,8070(4) Å, oltre ad avere 2 unità di formula per cella unitaria.

## Origine e giacitura
L'arsenohauchecornite si forma nelle vene idrotermali dei depositi di solfuro di nichel–cobalto–rame; qui è in paragenesi con calcopirite, froodite, galena, gersdorffite, michenerite, niccolite, oro nativo, pirite, pirrotite, rame nativo e sperrylite.
L'arsenohauchecornite è un minerale piuttosto raro ed è stato trovato solo in pochi siti: la miniera "Vermilion" (46.41556°N 81.36139°W) presso Greater Sudbury (nell'Ontario, Canada) è la località tipo; sempre in Canada l'arsenohauchecornite è stata trovata anche nella miniera "Temagami" nel distretto di Nipissing e nel complesso di "Sudbury" nei pressi di Greater Sudbury, tutte nell'Ontario.
Altri luoghi sono: il distretto di Shanzhou (nell'Henan) e la città di Golmud (nello Qinghai), entrambi in Cina; la miniera di "Tsumo" nella prefettura di Shimane (Giappone); la miniera di "Karagayly" nel distretto di Altynsarin (Kazakistan); a Unterwellenborn (Turingia, Germania).

## Forma in cui si presenta in natura
L'arsenohauchecornite è stata rinvenuta in masse irregolari non più grandi di un centimetro, occasionalmente forma cristalli tabulari che possono raggiungere i due centimetri di larghezza per 0,2 cm di spessore, inglobati all'interno di masse di calcopirite.
Il minerale ha lucentezza metallica e color bronzo; il colore del suo striscio è nero grigiastro.